# Wallenia lamarckiana
Wallenia lamarckiana är en viveväxtart som först beskrevs av A. Dc., och fick sitt nu gällande namn av Carl Christian Mez. Wallenia lamarckiana ingår i släktet Wallenia och familjen viveväxter. Inga underarter finns listade i Catalogue of Life.